# Красный Яг
Кра́сный Яг — посёлок в муниципальном районе Печора Республики Коми.
Расположен на левом берегу реки Печоры.

## История
По местной легенде, деревня основана в начале XVIII века, в 1703 году. В материалах ревизий XVIII — середины XIX веков не значится. Упомянута в 1843 году промышленником В. Н. Латкиным как деревня Красный Бор с семью хижинами, «последняя в уезде»; «она справедливо названа этим именем, будучи окружена красивым высоким бором левого берега Печоры, близ оконечности мыса, при завороте её к западу … кругом превосходные пастбища, на островах трава в два аршина…».
Красный Яг — один из островков ГУЛАГА, куда сгоняли «врагов народа». В 1934 году был образован колхоз имени С. Кирова. Жители деревни Красный Яг работали также в Верхне — Печорском участке, следили за обстановкой на реке. В 1943 году деревню Красный Яг ликвидировали, на её месте организовали отделение лагеря. В 1943 году колхоз имени С. Кирова переведен в деревню Бызовая, всех жителей деревни Красняй Яг погрузили на баржу и отправили в деревню Бызовая.
В 1943 году в связи с быстрым ростом строительства интинских угольных рудников и ростом угледобычи для обеспечения возрастающей потребности в сельскохозяйственной продукции населения рудников Интастроя НКВД СССР был организован молочно-овощной совхоз Интастроя НКВД СССР. После смерти Сталина начался долгий процесс ликвидации ГУЛАГа, который завершился лишь в январе 1960 года. В 1954 году образовался Красноягский сельский Совет. В 1956 году сельхоз Красный Яг был передан Главному управлению Министерства транспортного строительства — так закончилась его лагерная история. С 1956 года — посёлок Красный Яг.
В 2011 году по инициативе Совета муниципального образования муниципального района «Печора» были объединены расположенные на его территории муниципальные образования сельских поселений «Озёрный», «Красный Яг» и «Кедровый Шор», и посёлок Красный Яг вошёл в состав муниципального образования сельского поселения «Озёрный». 

## Население
Из фондов Печорского историко-краеведческого музея: На карте 1846 года — Красный Яр. В списке населенных пунктов 1859 г. записана как деревня Красноборская (Яг-бож, Демид-Вась); в ней тогда насчитывалось шесть дворов, 43 жителя (18 муж., 25 жен.). В 1905 г. здесь было 13 дворов, 59 жителей, в 1920 — 9 дворов, 42 жителя, в 1926 — 13 дворов, 66 жителей (33 муж., 33 жен.). В списке населенных пунктов 1930 г.- деревня Красноборская, Красный Яг в Конецборском с/с. В 1934 г. был образован колхоз им. С. Кирова, объединивший 60 человек, 12 колхозных хозяйств. Содержали коров, овец, выращивали картофель. В переписи 1939 г. — деревня Красный Яг Усть-Кожвинского с/с, 174 жителя (84 муж., 90 жен.). В 1943 году колхоз им. С. Кирова переведен в д. Бызовая и соединен с колхозом «Пионер Севера». Земли, постройки колхоза и жилые дома переданы Интастрою НКВД-МВД СССР. В 1946 г. в Красный Яг переведен Дом младенца из п. Канин, в 1957 — детский дом из Песчанки. В списке населенных пунктов 1956 г. — поселок Красный Яг, центр с/с. Население его к 1959 г. возросло до 1236 чел. В 1989 г. здесь жили 587 чел.; в 1992 году — 585, в 1995 году — 464 чел. в 195 хозяйствах. В 2002 году — 366 чел. (180 муж., 186 жен.), в 2007 году в поселении было 414 человек. В 2010 году — 477 человек. В 2013 году в поселке Красный Яг проживало 465 человек.

## Культура
В 2011 году библиотекой посёлка Красный Яг на основе материалов по истории поселка и предприятий, публикаций разных лет о людях Красного Яга, фотоматериалов из семейных архивов жителей, воспоминаний старожилов поселка были изданы буклет и летопись поселка «Мой красный лес — мой Красный Яг: 310-летию малой Родины посвящается». Последнее издание стало призёром конкурса библиотечных краеведческих исследований «Я расскажу вам о селе…», посвященное 90-летию Республики Коми.

## Мемориалы
В 2010 году, в год 65-летия Великой Победы, в Красном Яге была открыта мемориальная плита, увековечившая имена 21 красноягца — участников Великой Отечественной войны 1941—1945 гг.
12 Июня 2014 года был установлен Поклонный Крест на месте захоронения детей лагерей ГУЛАГа.. «Летом 1943 года все местное население деревни: женщины, дети, старики, домашний скот, были вывезены на барже в деревню Бызовую. Вся коми деревня, её жители были депортированы. Земля, постройки, жилые дома были переданы Интастрою ЕКВД — МВД. Красноягцев выгнали, вырвали из родных мест, только потому, что их родная земля нужна была государству, что бы на ней построить бараки, вышки, заборы, колючую проволоку и загнать на эту каторгу заключенных. появились новые могилы, хоронили не только взрослых, но и детей. Появилось детское кладбище. В 1946 году сюда был переведен дом младенца женщин — заключенных Печоржелдорлага, находившийся в поселке Канин (в районе Печорлесосплава). В августе 1947 года появились воспитанники дома младенца Инталаг из Адака. В 1948 году дом младенца окончательно присоединили к лагерному детскому дому поселка Красный Яг. Это кладбище исторически связано с печорским кладбищем».

## Инфраструктура
В посёлке имеется детский сад, Дом культуры, библиотека, ФАП, отделение связи, два магазина и две производственные базы индивидуальных предпринимателей. В 2013 году закрыли начальную школу. Вокруг Красного Яга — предприятия нефтяного комплекса, линейная вышка компании «МТС».